# De Thiennes

Wapen van de familie de Thiennes en van de gemeente Thiennes

De Thiennes was een Zuid-Nederlandse adellijke familie.

## Geschiedenis
De eerste verheffing tot ridder gebeurde in 1603 door aartshertog Albrecht van Oostenrijk ten gunste van Jean de Thiennes. Zijn zoon, Philippe de Thiennes, werd in 1623 tot ridder geslagen door koning Filips IV van Spanje.
In 1649 verhief koning Filips IV de heerlijkheid Rumbeke tot graafschap ten gunste van René de Thiennes, met de titel graaf, overdraagbaar bij eerstgeboorte. In 1653 werd Philippe de Thiennes graaf van het Heilige Roomse Rijk.
In 1660 werd de heerlijkheid Berte verheven tot markizaat ten gunste van Georges de Thiennes, opnieuw door koning Filips IV.

## Genealogie
- Thomas de Thiennes (†1558), heer van Rumbeke en Berte, x Marguerite de Hamericourt († 1572).
  - Thomas de Thiennes (†1571), heer van Rumbeke, x Isabeau d'Arckel (1535-1617), vrouw van Leyenbourg.
    - Thomas de Thiennes (1571-1649), heer van Rumbeke, x Anne de Renesse († 1655).
      - René de Thiennes (1608-1675), graaf van Rumbeke, x Jeanne de Croÿ († 1681).
        - Louis-Thomas de Thiennes (°1642), graaf van Rumbeke, x Madeleine van der Gracht († 1689) (13 kinderen).
          - René-Charles de Thiennes (†1722), x Madeleine de Goniécourt (8 kinderen).
            - Philippe-René de Thiennes, schepen van Gent, x Marie-Barbe de Ballet
              - Charles-Louis de Thiennes (1737-1758), x Anne-Marie de Lichtervelde
                - Chrétien de Thiennes (1758-1831) x de Cobenzl

          - Wauthier-Théodore de Thiennes x Marie-Philippine van der Gracht (1670-1726).
            - Jacques de Thiennes (†1758), x Marie Ballet, vrouwe van Schilde (1707-1784).
              - François-Théodore de Thiennes (1745-1822), heer van Anzegem en Hemsrode, x Marie de Lichtervelde (1743-1830).
                - François-Joseph de Thiennes de Leyenbourg et de Rumbeke (zie hieronder).

  - ridder Jean-Baptiste de Thiennes (†1614), heer van Montigny, x Marguerite de Ghiselin (†1611).
    - ridder Philippe de Thiennes (†1651), heer van Lombise, x Antoinette de Croix (†1638).
      - Philippe de Thiennes, heer van Lombise, x Marguerite de Thiennes.
        - Philippe de Thiennes (1647-1708), heer van Lombise, x Eleonore de Jauche-Mastaing (†1724).
          - Philippe de Thiennes (1670-1722), heer van Lombise, x Marie de Lowar (†1753).
            - Pierre de Thiennes (1715-1784), x Marie Gaethovius, vrouwe van Attenhoven.
              - Charles de Thiennes de Lombise (zie hieronder).
              - Pierre de Thiennes (zie hieronder).

## François de Thiennes
François Joseph Michel Ghislain de Thiennes de Leyenbourg et de Rumbeke (Gent, 19 september 1777 - 28 april 1855) was in zijn jonge jaren voortdurend op reis. Ook tijdens de Brabantse Omwenteling en de Franse tijd verliet hij de Zuidelijke Nederlanden. Bij zijn terugkeer bewoonde hij het huis in de Hoogpoort dat zijn vader had gekocht (nu de Muziekacademie). Zijn vader, François-Theodore de Thiennes, was in 1816, ten tijde van het Verenigd Koninkrijk der Nederlanden, erkend in de erfelijke adel en benoemd in de Ridderschap van de provincie Oost-Vlaanderen, maar had geweigerd en de erkenning en benoeming waren vernietigd.
François-Joseph werd in 1822 op zijn beurt erkend in de erfelijke adel met de titel graaf, overdraagbaar op alle afstammelingen. Hij werd lid van de Ridderschap van Oost-Vlaanderen, kamerheer van koning Willem I der Nederlanden, lid van de Provinciale Staten van Oost-Vlaanderen en gemeenteraadslid van Gent.  
Na 1830, orangist gebleven, trok hij zich terug uit het publieke leven. Hij verzamelde muziekinstrumenten (ze werden na zijn dood verkocht) en componeerde enkele muziekstukken die werden gepubliceerd. Zelf in het bezit van een collectie schilderwerken, nam hij het initiatief om in 1845 voor het eerst een tentoonstelling te organiseren, waarvan de opbrengst naar de armen ging.
Hij schreef ook gedichten en historische studies.
François-Joseph was getrouwd met Astérie de Draeck (1804-1882). Het echtpaar kreeg drie dochters.
Hun oudste dochter, Marie-Thérèse de Thiennes (1828-1909), trouwde met senator Thierry de Limburg Stirum (1827-1911). De erfenis de Thiennes (eretitels, eigendommen) ging over op de familie de Limburg Stirum. De lange opvolging van de Thiennes als nazaten van de heer van Rumbeke, Thomas de Thiennes, liep aldus ten einde.

## Charles de Thiennes de Lombise
Charles Ignace Philippe de Thiennes de Lombise (Lombise, 27 april 1758 - 18 augustus 1839) werd erkend in de erfelijke adel in 1816.

## Pierre de Thiennes
Ridder Pierre Ernest Marie Joseph de Thiennes (Lombise, 21 mei 1761 - Biévène, 7 april 1828), officier in het regiment van de prins de Ligne, werd onder het Verenigd Koninkrijk der Nederlanden lid van de Tweede Kamer. In 1816 werd hij erkend in de erfelijke adel met de riddertitel, overdraagbaar bij eerstgeboorte. Hij werd tevens benoemd in de Ridderschap van Henegouwen. Hij bleef vrijgezel.
In 1909 overleed de laatste de Thiennes en was deze oude familie voorgoed uitgedoofd.